# Wulf Fries
Wulf Fries   (Slesvig-Holstein, 10 de gener de 1825 - Boston, 19 d'abril de 1902) nom artístic de Christian Julius Fries, va ser un violoncel·lista nord-americà d'origen alemany. Germà d'August Fries (1821-1913).

## Biografia
L'any 1847 es va traslladar als EUA, va tocar en una de les efímeres orquestres de Nova York i també va actuar com a solista (J. T. Strong va valorar l'actuació de Fries i George Bristow del Grand Duo per a dos violins i orquestra d'I. T. com a "hàbil i inconfusible." V. Kallivody. Un any més tard es va traslladar a Boston, on ja s'havia instal·lat el seu germà petit. El 1849, els germans van fundar el "Mendelssohn Quintet" a Boston, un dels primers conjunts de cambra estables de Nova Anglaterra; A més de tocar el primer violí del quintet, August Fries també va actuar a Boston com a director -en particular, el 1852, sota la seva direcció, es va interpretar per primera vegada la vuitena Simfonia de Beethoven a Boston. August Fries va ser el líder del quintet durant 10 anys.
El 1859, Fries va tornar a Bergen, on va passar la resta de la seva vida (excepte un retorn a Boston durant una temporada a finals de la dècada de 1870). Fins al 1873 (amb un descans el 1862-1864) va dirigir com a director la "Bergen Musical Society" "Harmony". Fries va tenir una estreta relació creativa amb Edvard Grieg, les obres del qual va dirigir repetidament; La Sonata per a violí i piano núm. 1 Op.' està dedicada a Fries. Del Op. 8, Fries en va interpretar fragments en un concert a Bergen, acompanyat per la mare de Grieg al piano.
De petit, Fris va estudiar música amb la jove Johanne Dybwad, una futura estrella de l'escena teatral noruega.